# Audrey Azoulay
Audrey Azoulay (La Celle-Saint-Cloud, 4 augustus 1972) is een Franse politica, en sedert 15 november 2017 directeur-generaal van UNESCO.

## Biografie
Azoulay werd geboren in het Franse La Celle-Saint-Cloud uit Marokkaanse ouders. Haar vader André Azoulay is raadgever van koning Mohammed VI van Marokko. Haar familie is aanhanger van het Joodse geloof. Azoulay behaalde een masterdiploma in management aan de Universiteit Paris-Dauphine en een masterdiploma in bedrijfsadministratie aan de Universiteit van Lancaster. Voorts studeerde ze ook aan Sciences Po en aan de École nationale d'administration.
In februari 2016 werd Azoulay door de Franse president François Hollande voorgedragen als minister van Cultuur. Deze functie zou ze uitoefenen tot het einde van de ambtstermijn van de president, op 10 mei 2017. Net hiervoor draagt Hollande Azoulay voor als kandidaat om de volgende directeur-generaal van UNESCO te worden. Azoulay werd eind oktober verkozen, en volgde op 15 november 2017 Irina Bokova op als directeur-generaal.
Azoulay is getrouwd met François-Xavier Labarraque en heeft een zoon en een dochter.
- Gemeinsame Normdatei: 1177470640
- International Standard Name Identifier: 0000 0003 5923 4365
- Nationale Bibliotheek van Tsjechië: xx0261705
- Nationale Bibliotheek van Israël: 987009605488905171
- Système universitaire de documentation: 131336681
- Virtual International Authority File: 214369804
- WorldCat: E39PBJj4yvWWvFgXrQKj9VCxXd